# Семеево (Марий Эл)
Семеево (мар. Семисола) — деревня в Новоторъяльском районе Республики Марий Эл. Входит в состав Чуксолинского сельского поселения.

## География
Находится в северо-восточной части республики Марий Эл на расстоянии приблизительно 2 км по прямой на восток от районного центра посёлка Новый Торъял.

## История
Известна с 1830 года, когда здесь насчитывалось 19 дворов, в 1884 году — 54 двора, проживал 341 человек. Семеево неофициально делилось на три деревни: Верхнее Семеево, Среднее Семеево и Нижнее. к 1925 году в деревне Верхнее Семеево проживали 174 человека, в деревне Среднее Семеево — 64 человека, в деревне Нижнее Семеево — 188 человек, таким образом всего насчитывалось 462 человека, все мари. В советское время работали колхозы «У ял» («Новая деревня») и «1 Мая».

## Население
Население составляло 91 человек (мари 99 %) в 2002 году, 104 в 2010.